# G7-Gipfel in Venedig 1987

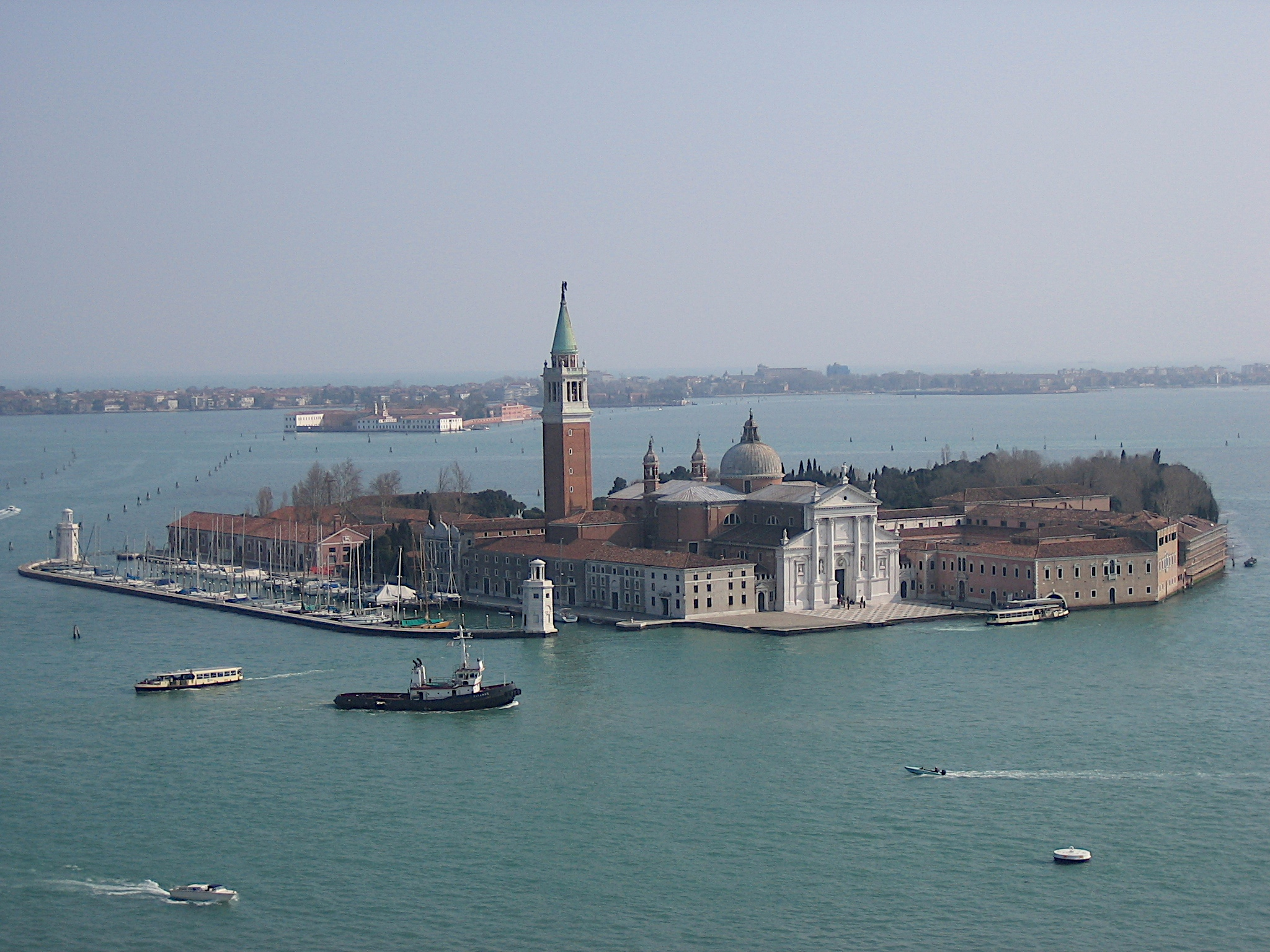
San Giorgio Maggiore

Der G7-Gipfel in Venedig 1987 war das 13. Gipfeltreffen der Regierungschefs der Gruppe der Sieben. Das Treffen fand unter dem Vorsitz des italienischen Ministerpräsidenten Amintore Fanfani vom 8. bis 10. Juni 1987 statt. Der Veranstaltungsort war die Insel San Giorgio Maggiore in der venezianischen Lagune.
Das Kommuniqué des Gipfels, die Wirtschaftserklärung von Venezia, bestand aus mehreren Maßnahmen, zu deren Einhaltung sich die Länder verpflichtet hatten, um ihr Wachstum, ihre Stabilität, ihre Beschäftigung und ihren Wohlstand zu fördern. Die Erklärung wurde auf folgende Bereiche angewendet: Makroökonomische Politik und Wechselkurse, Strukturpolitik, multilaterale Überwachung und politische Koordinierung, Handel, Landwirtschaft, Entwicklungsländer und Schulden, Umwelt und andere Themen.

## Teilnehmer
| Bundesrepublik Deutschland     | Helmut Kohl                         |
| Frankreich                     | François Mitterrand                 |
| Italien                        | Amintore Fanfani                    |
| Japan                          | Yasuhiro Nakasone                   |
| Kanada                         | Brian Mulroney                      |
| Vereinigte Staaten von Amerika | Ronald Reagan                       |
| Vereinigtes Königreich         | Margaret Thatcher                   |
| Europäische Union              | Jacques Delors und Wilfried Martens |